# Nico Gleirscher
Nico Gleirscher (* 17. März 1997 in Innsbruck) ist ein österreichischer Rennrodler. Bei den Weltmeisterschaften 2021 am Königssee gewann er die Goldmedaille im Sprint.

## Biografie
Nico Gleirscher lebt in Telfes im Stubai und startet für den RV Swarovski Halltal Absam. 
Erste Erfolge konnte er bei Juniorenweltmeisterschaften verbuchen. 2015 gewann er in Lillehammer die Bronzemedaille im Einsitzer, ein Jahr später in Winterberg eine weitere Bronzemedaille mit der Staffel. In Sigulda gewann er 2017 die Silbermedaille im Einsitzer und erneut Bronze mit der Staffel.
Im November 2015 gab Gleirscher in Igls sein Debüt im Rennrodel-Weltcup. Sein erster Podestplatz gelang ihm zwei Jahre später in Winterberg, wo er Sprintdritter hinter Felix Loch und Semjon Pawlitschenko wurde. Nachdem er vor allem im Nationencup erfolgreich war, fuhr er im Dezember 2020 als Zweiter erstmals auf ein Einsitzer-Podest. Zwei Wochen später konnte er auf der Kunsteisbahn Königssee neben Madeleine Egle und Thomas Steu/Lorenz Koller seinen ersten Staffel-Weltcupsieg feiern. Ende Jänner 2021 gewann er bei den Weltmeisterschaften am selben Ort vor Pawlitschenko und seinem Bruder David die Goldmedaille im Sprint. Es waren die WM-Medaillen 99 und 100 für den Österreichischen Rodelverband. Am Ende der Saison feierte er auf dem Olympia Bob Run St. Moritz–Celerina seinen ersten Weltcupsieg im Einsitzer.
Gleirscher ist aktiver Sportler des Heeressportzentrums des Österreichischen Bundesheers. Als Heeressportler trägt er derzeit den Dienstgrad Korporal.

## Persönliches
Sein Vater Gerhard war ebenfalls Rennrodler und gewann drei Medaillen bei Weltmeisterschaften. Auch sein älterer Bruder David ist als Rennrodler aktiv.

## Erfolge

### Olympische Spiele
- 2022: 12. Platz im Einsitzer

### Weltmeisterschaften
- Königssee 2021:  im Sprint

### Gesamtweltcup
| Saison  | Platz | Punkte |
| ------- | ----- | ------ |
| 2017/18 | 17.   | 0323   |
| 2018/19 | 22.   | 0224   |
| 2019/20 | 20.   | 0215   |
| 2020/21 | 06.   | 0598   |
| 2021/22 | 08.   | 0559   |
| 2022/23 | 08.   | 0560   |
| 2023/24 | 06.   | 0653   |

### Weltcupsiege
Einzel
| Nr. | Datum        | Ort                     | Bahn                                |
| --- | ------------ | ----------------------- | ----------------------------------- |
| 1.  | 6. Feb. 2021 | St. Moritz              | Olympia Bob Run St. Moritz–Celerina |
| 2.  | 4. Dez. 2022 | Innsbruck-Igls          | Olympia Eiskanal Igls               |
| 3.  | 4. Dez. 2022 | Innsbruck-Igls (Sprint) | Olympia Eiskanal Igls               |

Staffel
| Nr. | Datum        | Ort       | Bahn                                  |
| --- | ------------ | --------- | ------------------------------------- |
| 1.  | 3. Jan. 2021 | Königssee | Kombinierte Kunsteisbahn am Königssee |

### Europameisterschaften
- Königsee 2017: 23. Einsitzer
- Sigulda 2018: 22. Einsitzer
- Lillehammer 2020: 4. Einsitzer (U23), 14. Einsitzer
- St. Moritz 2022:   Einsitzer

### Juniorenweltmeisterschaften
- Lillehammer 2015:  im Einsitzer
- Winterberg 2016:  mit der Staffel
- Sigulda 2017:  im Einsitzer,  mit der Staffel